# Győr

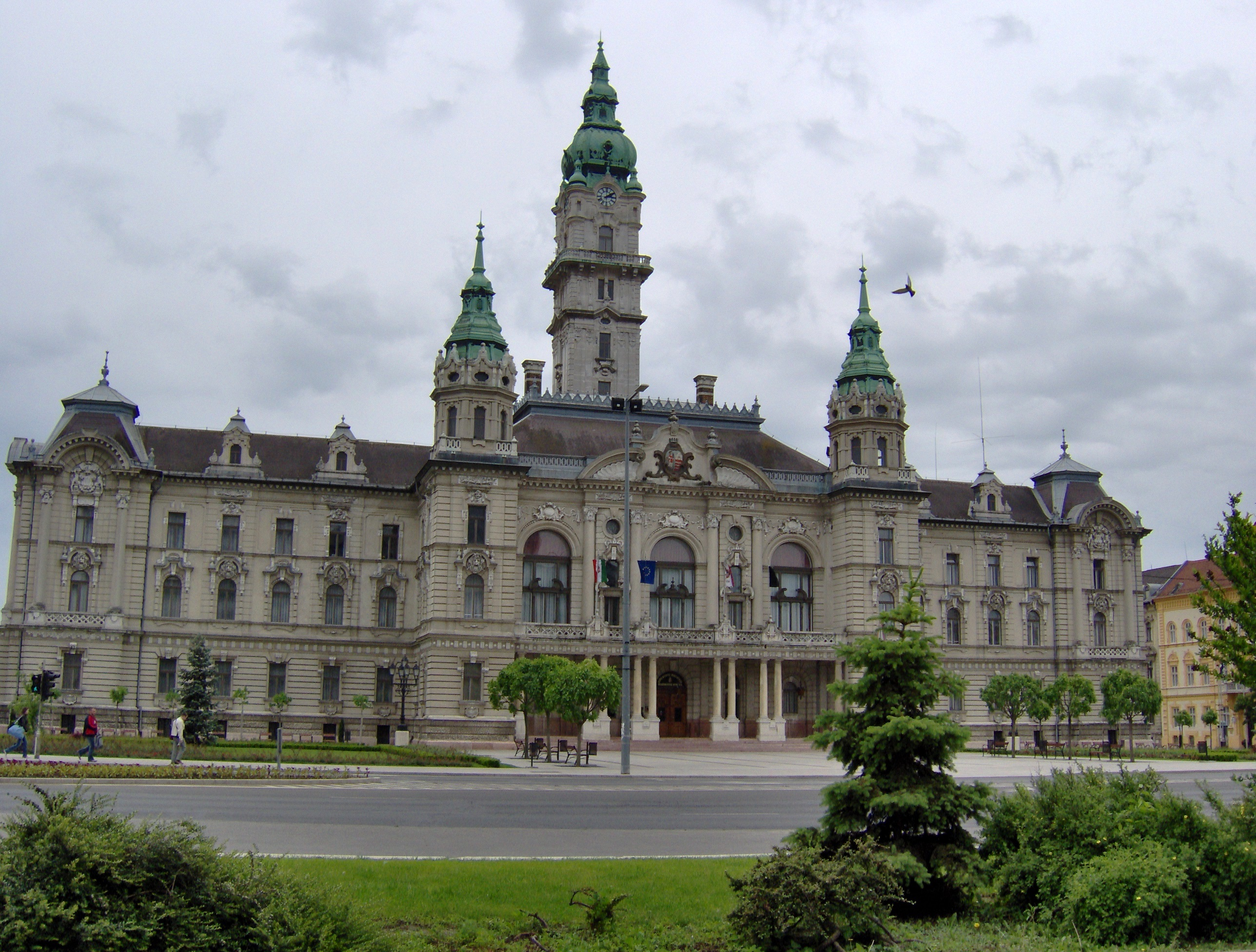
Het stadhuis van Győr

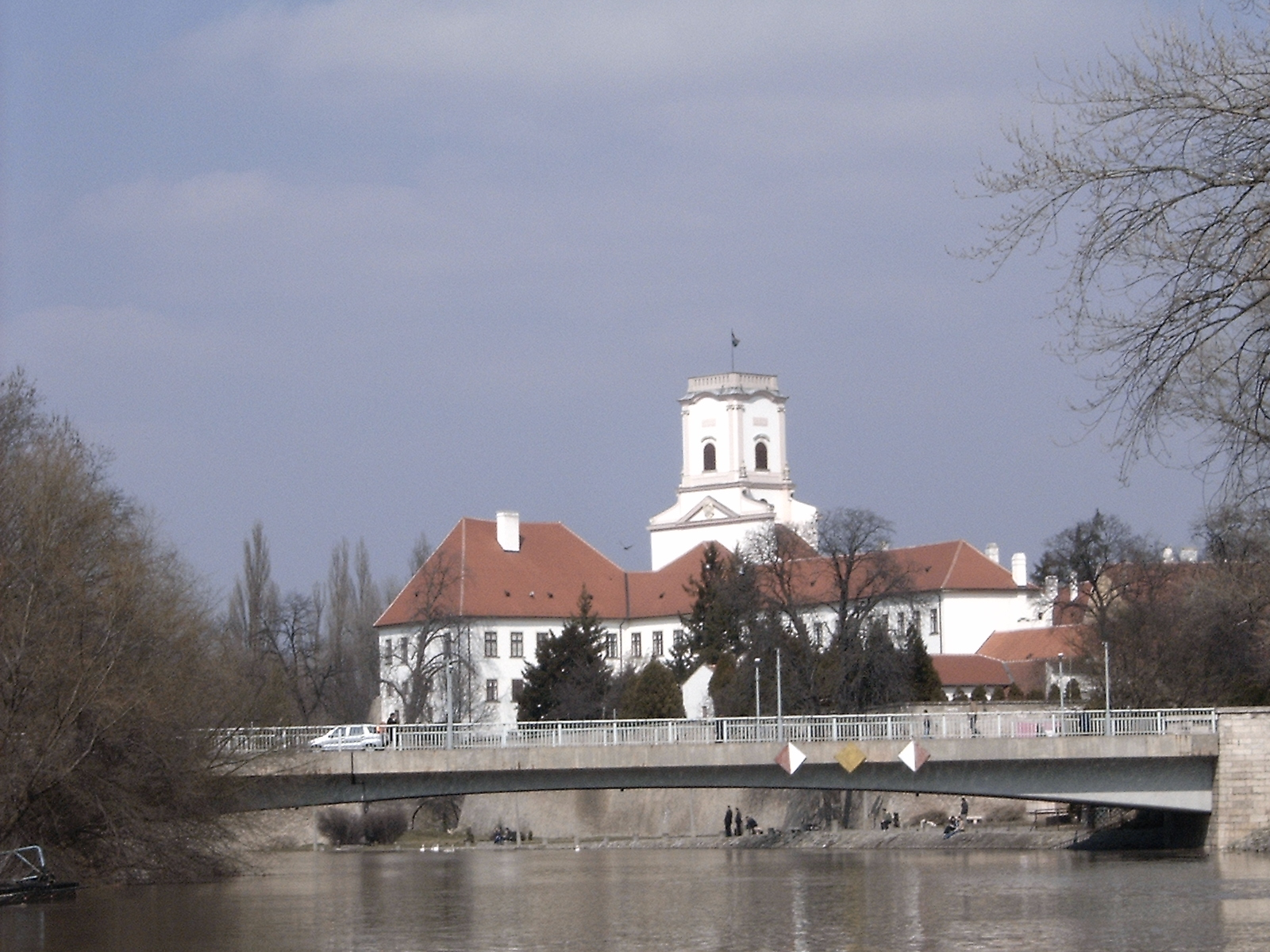
De binnenstad

Győr (uitspraakⓘ, Duits: Raab) is een stad in het noordwesten van Hongarije met 132 038 inwoners (2019). De stad ligt aan de verkeersroutes van Wenen en Bratislava naar Boedapest. Győr is de belangrijkste stad in de Kleine Hongaarse Laagvlakte (Kisalföld) en de zesde van het land. Győr is het bestuurscentrum van het comitaat Győr-Moson-Sopron, hoofdplaats van het district Győr (Győri járás) en sinds 1970 een "stad met comitaatsrecht" (megyei jogú város). Győr ligt aan de monding van de Rába en de kleinere Rábca in een zijarm van de Donau (de Mosoni Duna); aan de Rába dankt de stad haar historische Duitse naam Raab. Het is een van de belangrijkste industriesteden van Hongarije (machinebouw, textiel).

## Geschiedenis
De Romeinen bouwden hier op de plaats van de Keltische nederzetting Arrabona hun gelijknamige grenspost. De Aziatische Avaren die er tegen het jaar 600 woonden versterkten de nederzetting. De eerste Hongaarse koning, St Stephanus, stichtte er in 1009 een bisdom, een suffragaan-bisdom van het aartsbisdom Esztergom. De nederzetting werd in 1241 geplunderd door de Mongolen en kreeg in 1271 stadsrechten. In de 16de eeuw kwam Győr aan Oostenrijk, dat er een belangrijke vesting van maakte tegen de Turken. Deze viel in 1592, tijdens de Vijftienjarige Oorlog, waarop Győr tot 1598 korte tijd in Turkse handen was. De eeuw daarna was een bloeitijd, waaruit de meeste belangrijke gebouwen in het bezienswaardige stadscentrum dateren. Keizerin Maria Theresia verleende Győr in 1743 de status van vrije koninklijke stad. In 1809 vond bij Győr de enige napoleontische veldslag op Hongaars grondgebied plaats: de Hongaarse edelen werden door de Fransen verslagen en de burcht verwoest. De ontwikkeling tot industriestad (textiel en machinebouw) kwam in de negentiende eeuw op gang.
Op het einde van de Tweede Wereldoorlog was het een strijdtoneel tussen de terugtrekkende Duitsers en het oprukkende Rode leger. De stad werd bezet door het Sovjetleger. Veel mensen werden toen vermoord, onder wie de toenmalige RK-bisschop Vilmos Apor, bisschop van 21 januari 1941 tot zijn gruwelijke dood op 2 april 1945, toen hij een aantal vrouwen voor verkrachting wilde beschermen.
Na 1990 kreeg de stad eerst te maken met neergang maar daarna ontwikkelde ze zich opnieuw. Met de komst van de autofabriek van Audi is de stad tegenwoordig een van de rijkste steden van Hongarije.

## Stadsbeeld
Het oudste gedeelte van Győr is de noordwestelijke hoek van de binnenstad, waar zich de Káptalanheuvel met de kathedraal en resten van de bisschoppelijke burcht bevinden. De kathedraal dateert uit de elfde eeuw, maar is in zijn huidige vorm barok. Twee andere barokke kerken in de stad zijn de Karmelietenkerk (Athanasius Wittwer, 1721-1725) en de oudere Benedictijnerkerk (Baccio del Bianco, 1634-1641), die door de Jezuïeten is gebouwd. De laatste kerk staat aan het Széchenyiplein, het voornaamste plein in Győr. Het zuidelijke gedeelte van de binnenstad wordt gedomineerd door het neobarokke stadhuis (Jenő Hübner, 1886-1889). Op korte afstand hiervan bevindt zich het hoofdstation. Het stadsdeel tussen de mondingen van de Rába en de Rábca heet Újváros (= Nieuwstad) en dateert uit de 17de eeuw. Tussen Újváros en de binnenstad bevindt zich op een eilandje in de Rába een park.

## Loop van de bevolking
- 1870 - 32.456[2]
- 1880 - 34.178[2]
- 1890 - 37.151[2]
- 1900 - 45.328[2]
- 1910 - 53.356[2]
- 1920 - 60.098[2]
- 1930 - 63.028[2]
- 1941 - 70.715[2]
- 1949 - 69.583[2]
- 1960 - 84.290[2]
- 1970 - 102.600[2]
- 1980 - 124.130[2]
- 1990 - 129.331[2]
- 2001 - 129.412[2]
- 2011 - 129.527[2]
- 2015 - 129.372[2]
- 2017 - 125.139[2]
- 2019 - 124.685[2]

## Sport
Handbal is de populairste sport en Győri ETO KC is een van de beste clubs van Hongarije. Bij deze club spelen/speelden o.a. de Nederlanders Yvette Broch en Nycke Groot. Győri ETO FC is de professionele voetbalclub van Győr. De club werd vier keer landskampioen van Hongarije en speelt haar wedstrijden in het ETO Park.

## Partnersteden
Győr onderhoudt jumelages met Erfurt (Duitsland, sinds 1971), Kuopio (Finland, (1978), Sindelfingen (Duitsland, 1989), Colmar (Frankrijk, 1993), Brașov (Roemenië, 1993), Nazareth-Illit (Israël, 1993), Wuhan (China, 1994), Poznań (Polen, 2008) en Ingolstadt (Duitsland, 2008).

## Geboren in Győr
- Marguerite Petra Ilona Kerènyi (1888-1957), eerste vrouwelijke huisarts te Bussum
- Dzsingisz Gabor (1940), Nederlands politicus
- Éva Henger (1972), Italiaans pornoactrice en model
- Miklós Fehér (1979-2004), Hongaars voetballer
- Freddie (1990), zanger